# Петерссон, Адам
Андерс Карл Адам Петерссон (швед. Anders Karl Adam Petersson; род. 25 августа 2000, Швеция) — шведский футболист, полузащитник «Мьельбю».

## Клубная карьера
Футболом начал заниматься в клубе «Асарум». В его составе в 2016 году провёл 11 матчей в пятом шведском дивизионе. Летом 2016 года перешёл в «Мьельбю», где стал выступать за юношеские команды. Перед началом сезона 2019 года подписал с клубом первый профессиональный контракт, рассчитанный на три года. 8 июня 2019 года впервые попал в заявку основной команды на матч очередного тура Суперэттана против «Броммапойкарны», но на поле не появился. Осеннюю часть сезона провёл на правах аренды в «Носабю», в составе которого принял участие в трёх матчах. «Мьельбю» в итоговой турнирной таблице занял первую строчку и вышел в Алльсвенскан.
2 марта 2020 года сыграл свою первую игру за «Мьельбю» в рамках группового этапа кубка Швеции против «Далькурда», выйдя на 72-й минуте вместо Давида Лёфквиста и за проведённое на полевремя получив жёлтую карточку. 22 июня дебютировал за клуб в чемпионате Швеции в игре с «Гётеборгом». Петерссон вышел на замену в середине второго тайма вместо испанца Давида Батанеро.

## Клубная статистика
| Выступление      | Выступление      | Выступление      | Лига | Лига | Кубки | Кубки | Конт. кубки | Конт. кубки | Итого | Итого |
| Клуб             | Лига             | Сезон            | Игры | Голы | Игры  | Голы  | Игры        | Голы        | Игры  | Голы  |
| ---------------- | ---------------- | ---------------- | ---- | ---- | ----- | ----- | ----------- | ----------- | ----- | ----- |
| Мьельбю          | Алльсвенскан     | 2020             | 14   | 0    | 3     | 0     | 0           | 0           | 17    | 0     |
| Мьельбю          | Алльсвенскан     | 2021             | 5    | 0    | 2     | 0     | 0           | 0           | 7     | 0     |
| Мьельбю          | Итого            | Итого            | 19   | 0    | 5     | 0     | 0           | 0           | 24    | 0     |
| → Носабю         | Дивизион 2       | 2019             | 3    | 0    | 0     | 0     | 0           | 0           | 3     | 0     |
| → Носабю         | Итого            | Итого            | 3    | 0    | 0     | 0     | 0           | 0           | 3     | 0     |
| Всего за карьеру | Всего за карьеру | Всего за карьеру | 22   | 0    | 5     | 0     | 0           | 0           | 27    | 0     |